# クインティン・ベリー
クインティン・ロネル・ベリー（Quintin Lonell Berry, 1984年11月21日 - ）は、 アメリカ合衆国カリフォルニア州サンディエゴ出身の元プロ野球選手（外野手）、野球指導者。左投左打。現在は、MLBのシカゴ・カブスでコーチを務める。

## 経歴

### プロ入り前
プロ入り後もチームメイトとなるアダム・ジョーンズとは7歳の頃からの親友で、高校までチームメイトだった。
高校卒業後の2003年、MLBドラフト25巡目（全体757位)でアトランタ・ブレーブスに指名されたが、契約せずにグロスモント大学へ進学した。

### プロ入りとマイナー時代
サンディエゴ州立大学在学時の2006年、MLBドラフト5巡目（全体157位）でフィラデルフィア・フィリーズから指名され、6月8日に入団した。この年傘下のA-級バタビア・マックドッグスでプロデビュー。
2007年はA級レイクウッド・ブルークロウズでプレーし、126試合に出場して打率.312、3本塁打、44打点、55盗塁を記録した。
2008年はA+級クリアウォーター・スレッシャーズでプレー。
2009年はAA級レディング・フィリーズに昇格。
2010年は開幕からAA級レディングでプレーしたが、7月14日にウェイバー公示を経てサンディエゴ・パドレスへ移籍し、傘下のAA級サンアントニオ・ミッションズでプレーした。
2010年12月9日にルール・ファイブ・ドラフトでニューヨーク・メッツから指名されて移籍したが、2011年4月1日に自由契約となった。その後、4月21日にシンシナティ・レッズと契約した。傘下のAA級カロライナ・マドキャッツでプレー後、9月からAAA級ルイビル・バッツへ昇格した。オフの11月2日にFAとなった。

### タイガース時代
2011年11月9日にデトロイト・タイガースへ移籍した。
2012年は傘下のAAA級トレド・マッドヘンズで開幕を迎えた。5月23日のクリーブランド・インディアンス戦でメジャーデビューを果たし、第三打席で珍しい「バント二塁打」でメジャー初安打を記録する。シーズン終了までにチーム最多の21盗塁を記録し、成功率は100%だった。
2013年の開幕はAAA級トレドで迎えたが、6月2日にDFAとなった。

### ロイヤルズ傘下時代
2013年6月4日にウェイバー公示を経てカンザスシティ・ロイヤルズへ移籍した。移籍後はメジャー出場は無く、傘下のAAA級オマハ・ストームチェイサーズでプレーした。

### レッドソックス時代
2013年8月27日にクレイトン・モーテンセンとのトレードで、ボストン・レッドソックスへ移籍した。9月1日にメジャー契約を結んでアクティブ・ロースター入りし、主に代走としてチームのワールドシリーズ制覇に貢献した。オフの11月4日にFAとなった。

### オリオールズ時代
2014年1月3日にボルチモア・オリオールズとマイナー契約を結んだ。この年は開幕から傘下のAAA級ノーフォーク・タイズでプレーし、9月2日にメジャー契約を結んでアクティブ・ロースター入りした。オフの12月23日に自由契約となった。

### レッドソックス傘下時代
2015年1月18日にレッドソックスとマイナー契約を結んだ。この年は開幕から傘下のAAA級ポータケット・レッドソックスでプレーしていたが、8月21日に自由契約となった。

### カブス時代
2015年8月24日にシカゴ・カブスとマイナー契約を結んだ。9月1日にメジャー契約を結んでアクティブ・ロースター入りぎた。前年までにデビューから25回連続で盗塁に成功していたが、9月20日のセントルイス・カージナルス戦の26回目の試みでトレバー・ローゼンタールとトニー・クルーズのバッテリーを相手にして失敗し、記録が途切れる。オフの10月27日にFAとなった。

### エンゼルス傘下時代
2015年12月2日にロサンゼルス・エンゼルスとマイナー契約を結び、2016年のスプリングトレーニングに招待選手として参加することになった。
2016年は開幕から傘下のAAA級ソルトレイク・ビーズでプレーしていたが、8月18日に自由契約となった。

### ブルージェイズ傘下時代
2016年8月31日にトロント・ブルージェイズとマイナー契約を結んだ。傘下のAAA級バッファロー・バイソンズで5試合に出場した後、9月7日に自由契約となった。

### ツインズ傘下時代
2017年2月8日にミネソタ・ツインズとマイナー契約を結んだ。開幕から傘下のAAA級ロチェスター・レッドウイングスでプレーしていたが、5月9日に自由契約となった。

### 独立リーグ時代
2017年7月2日に独立リーグであるアトランティックリーグのロングアイランド・ダックスと契約した。

### ブルワーズ時代
2017年8月19日にミルウォーキー・ブルワーズとマイナー契約を結び、傘下のAAA級コロラドスプリングス・スカイソックスへ配属された。9月5日にメジャー契約を結んでアクティブ・ロースター入りした。レギュラーシーズン終了後の11月1日に40人枠から外れてAAA級コロラドスプリングスへ配属され、翌2日にFAとなった。
2018年2月12日にブルワーズとマイナー契約を結んだが、メジャー昇格はなく8月23日に自由契約となった。

### ヤンキース傘下時代
2018年8月27日にニューヨーク・ヤンキースとマイナー契約を結び、傘下のAAA級スクラントン・ウィルクスバリ・レイルライダースに配属された。オフの11月10日に現役引退を表明した。

### 引退後
引退表明の同日、ブルワーズの外野守備走塁コーチ就任が発表された。
2021年シーズンからはブルワーズの一塁コーチを務める。
2025年シーズンからはカブスの三塁コーチを務める。

## 詳細情報

### 年度別打撃成績
| 年 度    | 球 団    | 試 合 | 打 席 | 打 数 | 得 点 | 安 打 | 二 塁 打 | 三 塁 打 | 本 塁 打 | 塁 打 | 打 点 | 盗 塁 | 盗 塁 死 | 犠 打 | 犠 飛 | 四 球 | 敬 遠 | 死 球 | 三 振 | 併 殺 打 | 打 率 | 出 塁 率 | 長 打 率 | O P S |
| -------- | -------- | ----- | ----- | ----- | ----- | ----- | -------- | -------- | -------- | ----- | ----- | ----- | -------- | ----- | ----- | ----- | ----- | ----- | ----- | -------- | ----- | -------- | -------- | ----- |
| 2012     | DET      | 94    | 330   | 291   | 44    | 75    | 10       | 6        | 2        | 103   | 29    | 21    | 0        | 6     | 1     | 25    | 0     | 7     | 80    | 4        | .258  | .330     | .354     | .684  |
| 2013     | BOS      | 13    | 9     | 8     | 5     | 5     | 0        | 0        | 1        | 8     | 4     | 3     | 0        | 0     | 0     | 1     | 0     | 0     | 2     | 0        | .625  | .667     | 1.000    | 1.667 |
| 2014     | BAL      | 10    | 2     | 2     | 3     | 0     | 0        | 0        | 0        | 0     | 0     | 1     | 0        | 0     | 0     | 0     | 0     | 0     | 1     | 0        | .000  | .000     | .000     | .000  |
| 2015     | CHC      | 8     | 1     | 1     | 1     | 0     | 0        | 0        | 0        | 0     | 0     | 2     | 1        | 0     | 0     | 0     | 0     | 0     | 1     | 0        | .000  | .000     | .000     | .000  |
| 2017     | MIL      | 7     | 3     | 3     | 0     | 0     | 0        | 0        | 0        | 0     | 0     | 2     | 1        | 0     | 0     | 0     | 0     | 0     | 2     | 0        | .000  | .000     | .000     | .000  |
| MLB：5年 | MLB：5年 | 132   | 345   | 305   | 53    | 80    | 10       | 6        | 3        | 111   | 33    | 29    | 2        | 6     | 1     | 26    | 0     | 9     | 86    | 4        | .262  | .333     | .364     | .697  |

### 背番号
- 52（2012年）
- 50（2013年）
- 34（2014年）
- 5（2015年）
- 2（2017年）
- 23（2021年 - ）